# くじら座イオタ星
くじら座ι星は、くじら座の恒星で黄橙色の巨星である。

## 名称
Iota Ceti, ι Cet。固有名デネブ・アル・シャマリー (Deneb Al Shemali) の語源は Deneb Kaitos Al Shamāliyy (デネブ・カイトス・アル・シャマリー) で、「海の怪物の北側の尾」を意味する。固有名に尾を意味する「デネブ」を含むくじら座の星には β星のデネブ・カイトスがあり、こちらは南側の尾にあたる。くじら座η星もデネブ・カイトスと呼ばれたことがあるが、こちらは誤用である。